# Джордж Вашингтон (мост)
Мостът „Джордж Вашингтон“ (на английски: George Washington Bridge) е сред най-големите мостове в Ню Йорк.
Пресича река Хъдсън и съединява северната част на остров Манхатън с Форт Ли в окръг Бъгрън, Ню Джърси. Представлява част от автомагистралите I-95, US 1 и US 9.
Строителството започва през 1927 г. От 1931 г. до 1937 г. мостът е най-големият окачен мост в света до момента на построяването на моста Голдън Гейт.

## Описание
Общата дължина на моста е 1450 m, като дължината на окачената част е 1100 m. Височината на двете носещи опори на моста са по 184 m, а широчината на моста е 36 m. При откриването мостът има само едно ниво на движение с шест платна. През 1946 г. мостът е реконструиран и са добавени още 2 платна. През 1962 г. към конструкцията на моста е добавено долно ниво с шест платна, като по този мостът става двуетажен. Така мостът става най-големият мост по брой на платната за движение: 14.

## Галерия
- Мостът през 1978 г.
- Пилон на моста, 2008 г.
- Аерофотоснимка, 2003 г.
- В реконструкция, 2005 г.
- Пешеходни тротоари
- Мостът през нощта
- Изглед от пътя, 2006 г.